# 小花宽瓣黄堇
小花宽瓣黄堇（学名：Corydalis giraldii）为罂粟科紫堇属下的一个种。

## 扩展阅读
- 維基物種上的相關：小花宽瓣黄堇